# 1958年海员身份证书公约
《1958年海员身份证书公约》（英語：Seafarers' Identity Documents Convention, 1958, C108）是国际劳工组织的一部公约，用于国际识别海员的国籍身份证书。修订版 C185于2003年发布。
1958年4月29日在日内瓦举行国际劳工组织理事会第41届会议，于1958年5月13日通过本公约。本公约于1961年2月19日生效。
海员证，英文称Seaman's Book或Seaman's Card或Seaman's Identity Card。 根据公约第六条，各会员国应准许持有有效海员身份证的海员当船舶在港时为了临时登岸度假而入境；各会员国应准许持有有效海员身份证的海员进入，以便上船工作或转上另一船舶或经另一国家中转上船工作或遣返等目的。
至2023年1月，該公約已獲得64個国家之批准。

## 各国/地区海员身份证书
- 中国：中华人民共和国海员证
- 香港：香港特別行政區海員身份證
- 澳門：海員登記證
- 臺灣：中華民國船員服務手冊
- 美国：商船船员证书（英语：Merchant Mariner Credential）